# Charles Melville Hays
Charles Melville Hays (16 mai 1856 - 15 aprilie 1912) a fost președintele Marii Căi Ferate . El a început să lucreze în afacerile feroviare ca funcționar la vârsta de 17 ani și s-a ridicat rapid printre rândurile conducerii pentru a deveni directorul general al companiei Wabash, St. Louis and Pacific Railway . A devenit vicepreședinte al companiei respective în 1889 și a rămas ca atare până în 1896, când a devenit director general al Grand Trunk Railway (GTR) din Canada. 
Hays a părăsit GTR pentru o perioadă scurtă de timp pentru a ocupa funcția de președinte al companiei feroviare din Pacificul de Sud, dar a revenit la GTR după un an. În calitate de vicepreședinte și director general al GTR, se consideră că a salvat compania de la faliment. În 1909, a devenit președintele GTR și al tuturor liniilor sale consolidate, a căilor ferate subsidiare și a companiilor de transport pe aburi. El a fost cunoscut pentru filantropia sa și a primit Ordinul Soarelui Răsare, clasa a treia, de la Împăratul Japoniei în 1907. 
Lui Hays îi este atribuită contribuția la formarea Grand Trunk Pacific Railway (GTP), un vis prin care trebuia să creeze a doua cale ferată transcontinentală în interiorul granițelor Canadei.  De asemenea, este acuzat de insolvența atât a GTR, cât și a GTP. El a murit înainte ca visul său să fie complet, în timp ce pierea pe mare în scufundarea RMS Titanic .  Înainte ca nava să se ciocnească cu un aisberg, Hays a făcut o declarație care era profetică pentru dezastru.  Trupul său a fost recuperat și a fost înmormântat la Montreal. El a fost recuperat de către soția sa și de cele patru fiice. 

## Tinerețe
Charles Melville Hays s-a născut în Rock Island, Illinois, la 16 mai 1856.  Familia sa s-a mutat în St. Louis, Missouri, când era copil. 

## Carieră
În 1873, la vârsta de 17 ani, și-a început cariera în activitatea feroviară lucrând pentru calea ferată Atlantic and Pacific Railroad din St. Louis.  Din 1877 până în 1884, Hays a fost secretar al Directorului General al acestei companii din Missouri . Începând cu 1884, el a ocupat aceeași poziție cu Wabash, St. Louis and Pacific Railway până în 1886, când a devenit directorul general al companiei respective. În 1889, a devenit vicepreședinte al căii ferate Wasbash și a rămas ca atare până în 1896, când a devenit directorul general al Grand Trunk Railway (GTR) din Canada. 
În 1901, Hays a părăsit GTR pentru a ocupa funcția de președinte al companiei feroviare din Pacificul de Sud, dar a revenit la GTR în ianuarie 1902 ca vicepreședinte și director general. În octombrie 1909, a fost numit președinte al acesteia, ceea ce i-a dat controlul companiilor sale subsidiare de căi ferate și vapoare.  Printre acestea s-au numărat Central Vermont Railway, Grand Trunk Western Railway, Grand Haven și Milwaukee Railroad, Detroit and Toledo Shoreline Railroad, Toledo, Saginaw and Muskegon Railway, South Southern England Company, The Canadian Express Company și multe altele .   În plus, el a fost căutat să ajute la gestionarea mai multor filantropii. El a fost guvernatorul Spitalului Victoria Royal, Montreal, Spitalul General din Montreal și Universitatea McGill . El a primit Ordinul Soarelui Răsare, clasa a treia, de la Împăratul Japoniei în 1907 pentru asistența pe care a acordat-o căilor ferate guvernamentale imperiale.  
Când Hays a devenit directorul general al GTR în 1896, compania a fost aproape de faliment, cu performanțe sub cele ale companiei sale rivale, Canadian Pacific Railway (CPR). La sfatul finanțatorului american J. Pierpont Morgan,  consiliul GTR l-a ales pe Hays ca director general pentru a aduce mai multe practici de afaceri „americane” mai agresive pentru companie. El a reorganizat managementul companiei și a negociat cu succes drepturile de rulare cu CPR. El a adus, de asemenea, mai multă eficiență în gestionarea conturilor, a construit o pistă nouă și a comandat locomotive mai puternice. Aceste schimbări au produs o eră de succes mai mare pentru calea ferată.  

## Calea ferată transcontinentală

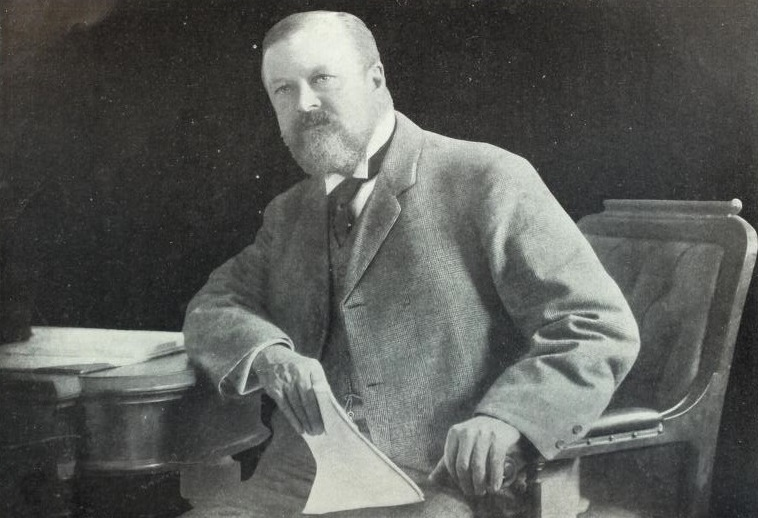
Charles Melville Hays.

La vremea respectivă, preriile occidentale se dezvoltau rapid. Hays a dorit să valorifice acest fapt prin construirea unei căi ferate transcontinentale, la granițele Canadei, care să parcurgă 5793 km de la Moncton, New Brunswick, până la Prince Rupert, Columbia Britanică .  În 1900, el a introdus o propunere de extindere a liniilor Grand Trunk Western, o filială americană, de la Chicago la Winnipeg, „și de acolo în Pacific”. Cu toate acestea,inițiativa i-a fost atacată de către directorii căilor ferate din Londra. Mai târziu în acel an, Hays a părăsit GTR pentru a lucra pentru Pacificul de Sud, dar o schimbare a dreptului de proprietate a dus la demisia sa. S-a întors la GTR pentru a afla că președintele, Sir Charles Rivers Wilson, a convins Consiliul de Administrație să urmărească calea ferată transcontinentală. Între timp, guvernul, sub Sir Wilfrid Laurier, a decis, de asemenea, să sprijine proiectul. Planurile de construire a liniei transcontinentale au fost anunțate la 24 noiembrie 1902. 
Planul lui Hays presupunea crearea unei linii subsidiare de la Winnipeg la Prince Rupert, guvernul construind linia de la New Brunswick la Winnipeg. Cabinetul s-a săturat de cererile de subvenții ale lui Hays, dar după negocierile dintre guvern și Hays, ajutat de președintele căii ferate Rivers Wilson, Legea transcontinentală a căilor ferate a fost adoptată în 1903. Aceasta a permis încorporarea Grand Trunk Pacific Railway (GTP). Porțiunea de guvern a liniei ar fi numită Căile Ferate Transcontinentale Naționale. 
Hays a făcut din construcția liniei principale prioritatea sa, nereușind să dezvolte linii de alimentare. CNoR și CPR și-au unit forțele pentru a obține controlul asupra traficului de pradă.  Concurența dintre cele trei căi ferate a dus la încheierea Canadei cu trei căi ferate transcontinentale în loc de una.  Aceasta avea ca rezultat GTP să fie înfometat de trafic; chiar dacă a fost probabil cel mai bun dintre cei trei, în cele din urmă nu a reușit să atragă suficient transport pentru a face profit.  

## RMSTitanic
În aprilie 1912, Hays era la Londra solicitând sprijin financiar pentru GTP. Era nerăbdător să se întoarcă în Canada pentru deschiderea Château Laurier la Ottawa, Ontario, numit după primul-ministru Laurier. Deschiderea de gală a acestui hotel a fost stabilită pentru 25 aprilie 1912.  Hays primise, de asemenea, știrea că fiica sa Louise avea probleme cu sarcina. 
În plus, ar fi putut avea afaceri cu J. Bruce Ismay, președintele White Star Line ; în orice caz, Ismay l-a invitat pe Hays să i se alăture lui RMS Titanic. Hays, soția sa, Clara, fiica sa, Orian (vezi nota sursa), ginerele său, Thornton Davidson (fiul lui Charles Peers Davidson ), secretarul său, domnul Vivian Payne, și o servitoare, domnișoara Mary Anne Perreault, a împărțit o suită de lux (cabina B69) pe puntea B, cunoscută și sub denumirea Bridge Deck.  
La 11:40   pm la 14 aprilie 1912, Titanic a lovit un aisberg. Hays a ajutat femeile din partidul său într-una dintre cele 20 de bărci de salvare ale navei  dar el, ginerele său și secretarul său au rămas și au pierit când nava s-a scufundat,  împreună cu alți 1.500 de pasageri și echipaj Titanic. .  Se spune că Hays a făcut o observație profetică în seara dezastrului; deplângând modul în care liniile cu vapori concurau pentru a câștiga pasageri cu nave din ce în ce mai rapide, se spune că a comentat: „Va veni timpul în curând când această tendință va fi încercată de un dezastru îngrozitor”. 
O sursă, Hacking, o numește pe fiica lui Hays de pe Titanic drept „Margaret”,  dar era fiica sa, Orian, care călătorea cu soțul ei, Thorton Davidson.  Sursa respectivă nu îl menționează pe Orian ca pasager pe navă. Era o femeie în vârstă de 24 de ani, Margaret Bechstein Hays, pe Titanic, dar ea stătea într-un compartiment diferit de petrecerea CM Hays cu un alt grup de oameni.  Ea a scăpat prin barca de salvare nr. 7 (cu Pomeranianul ei, Lady ),   timp în care celelalte femei Hays s-au urcat pe barca de salvare nr. 3.  Rapoartele din ziare au spus că Clara și Margaret Hays și doamna. Thornton [Orian] Davidson a debarcat împreună nava de salvare din New York și s-a urcat într-un tren pentru Montreal,   dar alte surse spun că Margaret Hays locuia în New York și a avut grijă de doi copii mici supraviețuitori ( Edmond și Michael) Navratil ), care au fost reclamați imediat după dezastru.  Margaret (Hays) Anunțul de nuntă din Easton din 1913 spune că tatăl ei, Frank Hays, a condus-o pe culoar.  În cele din urmă, avizul de moarte al lui Orian îl prezintă pe Marjorie (dna. George Hall), nu Margaret Easton, ca sora decedată. 

### Moarte
Trupul lui Hays a fost recuperat din apele Atlanticului de Nord de Minia și a fost înmormântat la Mount Royal Cemetery în Montreal. La 8 mai au avut loc două înmormântări, una la Biserica Presbiteriană americană din Montreal, cealaltă la Londra la Biserica Sf. Edmund, Regele și Martirul . 

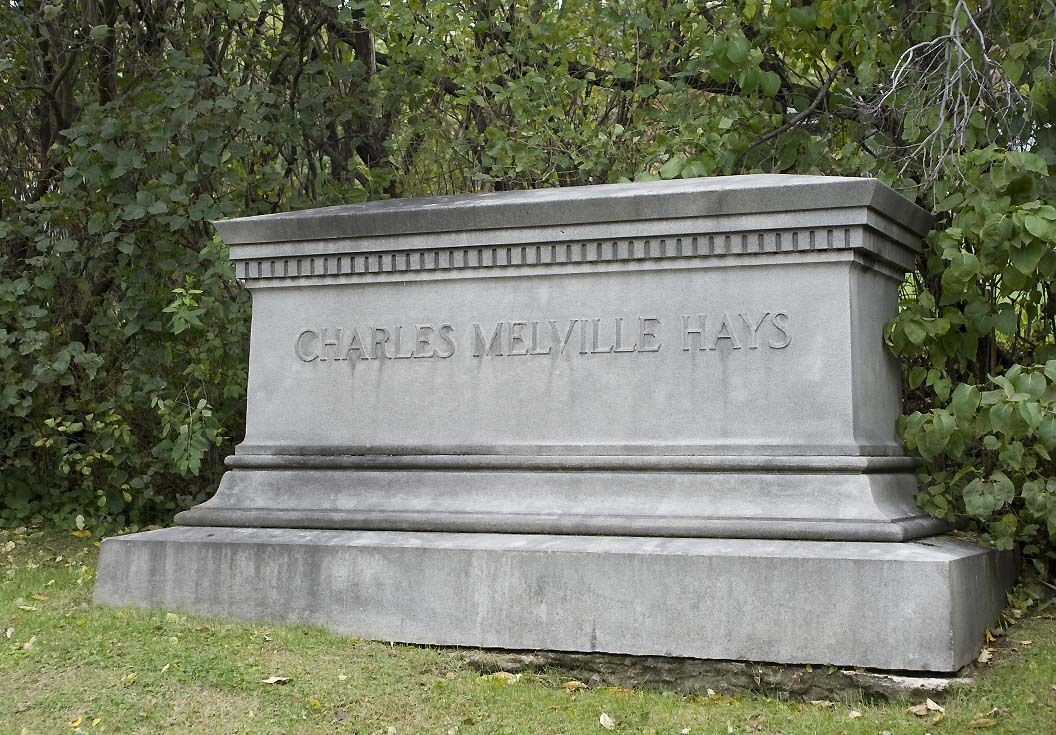
Piatra mormântului lui CM Hays din Montreal